# Arbetarparti
Ett arbetarparti, alternativt arbetareparti, är oftast ett politiskt parti som säger sig värna arbetarklassens intressen. Beteckningen används av ett flertal partier runt världen. De flesta och mest betydelsefulla arbetarpartierna har haft ursprung i arbetarrörelsen och varit mer eller mindre socialdemokratiska, socialistiska eller kommunistiska, traditionellt ofta allierade med fackföreningar. Många arbetarpartier är medlemmar av Socialistinternationalen.

## Partier utanför arbetarrörelsen
Många andra partier, med andra intressen än arbetarklassens och arbetarrörelsens, har gjort anspråk att kalla sig arbetarparti. Ett exempel är tyska Nationalsozialistische Deutsche Arbeiterpartei, NSDAP, allmänt känt som Nazistpartiet, ett parti som räknas till extremhögern.

### Moderaterna under 2000-talet
I svensk politik gjorde högerpartiet Moderata samlingspartiet (Moderaterna) genom en pr-strategi under 2000-talet anspråk på epitetet "arbetarparti". Framför allt i valrörelserna inför riksdagsvalen 2006 och 2010 lanserade Moderaterna sig själva vid ett antal tillfällen som "Sveriges enda arbetarparti". Moderaterna lade speciell betoning på att de var ett "arbetarparti" till skillnad från ett "arbetareparti", som Sveriges socialdemokratiska arbetareparti (SAP, Socialdemokraterna) under hela sin existens sedan 1889 använt. Detta var en medveten strategi av Moderaterna för att utmana och påverka Socialdemokraterna och arbetarrörelsen på ett oväntat sätt. Ansvarig för strategin var Per Schlingmann, partiets kommunikationschef (2004–2006) och partisekreterare (2006–2010). Den innebar också bland annat att partiet kallade sig inofficiellt för "Nya moderaterna".
Schlingmanns strategi ledde till stora framgångar för både partiet och den borgerliga alliansen, i och med att de borgerliga partierna kunde bilda regering både 2006 och 2010. Resultatet blev den längsta perioden med en sammanhängande borgerlig regering, 8 år under två mandatperioder, sedan allmän rösträtt infördes i Sverige i andrakammarvalet 1921.